# Cinquième circonscription de l'Aisne
La cinquième circonscription de l'Aisne est représentée dans la XVIIe législature par Jocelyn Dessigny, député Rassemblement national.

## Description géographique et démographique
Les lois organiques du 11 juillet 1986 et du 24 novembre 1986 recréent la cinquième circonscription selon un nouveau découpage. Elle inclut les cantons de Braine, de Charly, de Château-Thierry, de Condé-en-Brie, de Fère-en-Tardenois, de Neuilly-Saint-Front, d'Oulchy-le-Château, de Vailly-sur-Aisne et de Villers-Cotterêts,,.
La cinquième circonscription de l'Aisne n'est pas concernée par le redécoupage des circonscriptions législatives françaises de 2010. 
La loi organique du 17 mai 2013 entraîne le redécoupage des cantons de l'Aisne en 2014,. La cinquième circonscription conserve son découpage issu des élections législatives de 1988, mais les cantons ne correspondent plus aux limites actuelles de la circonscription.
La cinquième circonscription de l'Aisne regroupe les zones situées dans le sud du département, autour des villes de Château-Thierry et Villers-Cotterêts, soit les cantons suivants :
- Canton de Château-Thierry
- Canton d'Essômes-sur-Marne
- Canton de Fère-en-Tardenois
- Canton de Soissons-1
- Canton de Soissons-2
- Canton de Villers-Cotterêts

Au 1er janvier 2022, la circonscription groupe les 224 communes suivantes :
1. Acy
2. Aizy-Jouy
3. Allemant
4. Ambrief
5. Ancienville
6. Arcy-Sainte-Restitue
7. Armentières-sur-Ourcq
8. Augy
9. Azy-sur-Marne
10. Barzy-sur-Marne
11. Bazoches-et-Saint-Thibaut
12. Belleau
13. Beugneux
14. Beuvardes
15. Bézu-le-Guéry
16. Bézu-Saint-Germain
17. Billy-sur-Ourcq
18. Blanzy-lès-Fismes
19. Blesmes
20. Bonneil
21. Bonnesvalyn
22. Bouresches
23. Braine
24. Brasles
25. Braye
26. Brécy
27. Brenelle
28. Breny
29. Brumetz
30. Bruyères-sur-Fère
31. Bruys
32. Bucy-le-Long
33. Bussiares
34. Buzancy
35. Celles-lès-Condé
36. Celles-sur-Aisne
37. Cerseuil
38. Chacrise
39. La Chapelle-sur-Chézy
40. Charly-sur-Marne
41. Le Charmel
42. Chartèves
43. Chassemy
44. Château-Thierry
45. Chaudun
46. Chavignon
47. Chavonne
48. Chéry-Chartreuve
49. Chézy-en-Orxois
50. Chézy-sur-Marne
51. Chierry
52. Chivres-Val
53. Chouy
54. Cierges
55. Ciry-Salsogne
56. Clamecy
57. Coincy
58. Condé-en-Brie
59. Condé-sur-Aisne
60. Connigis
61. Corcy
62. Coulonges-Cohan
63. Coupru
64. Courboin
65. Courcelles-sur-Vesle
66. Courchamps
67. Courmont
68. Courtemont-Varennes
69. Couvrelles
70. Coyolles
71. Cramaille
72. Crézancy
73. La Croix-sur-Ourcq
74. Crouttes-sur-Marne
75. Cuiry-Housse
76. Cys-la-Commune
77. Dammard
78. Dampleux
79. Dhuizel
80. Dhuys et Morin-en-Brie
81. Domptin
82. Dravegny
83. Droizy
84. Épaux-Bézu
85. Épieds
86. L'Épine-aux-Bois
87. Essises
88. Essômes-sur-Marne
89. Étampes-sur-Marne
90. Étrépilly
91. Faverolles
92. Fère-en-Tardenois
93. La Ferté-Milon
94. Filain
95. Fleury
96. Fossoy
97. Fresnes-en-Tardenois
98. Gandelu
99. Gland
100. Goussancourt
101. Grand-Rozoy
102. Grisolles
103. Haramont
104. Hartennes-et-Taux
105. Hautevesnes
106. Jaulgonne
107. Jouaignes
108. Laffaux
109. Largny-sur-Automne
110. Latilly
111. Launoy
112. Lesges
113. Lhuys
114. Licy-Clignon
115. Limé
116. Longpont
117. Louâtre
118. Loupeigne
119. Lucy-le-Bocage
120. Maast-et-Violaine
121. Macogny
122. Mareuil-en-Dôle
123. Margival
124. Marigny-en-Orxois
125. Marizy-Sainte-Geneviève
126. Marizy-Saint-Mard
127. Mézy-Moulins
128. Missy-sur-Aisne
129. Monnes
130. Montfaucon
131. Montgobert
132. Montgru-Saint-Hilaire
133. Monthiers
134. Monthurel
135. Montigny-l'Allier
136. Montigny-lès-Condé
137. Montlevon
138. Mont-Notre-Dame
139. Montreuil-aux-Lions
140. Mont-Saint-Martin
141. Mont-Saint-Père
142. Muret-et-Crouttes
143. Nampteuil-sous-Muret
144. Nanteuil-la-Fosse
145. Nanteuil-Notre-Dame
146. Nesles-la-Montagne
147. Neuilly-Saint-Front
148. Neuville-sur-Margival
149. Nogentel
150. Nogent-l'Artaud
151. Noroy-sur-Ourcq
152. Oigny-en-Valois
153. Ostel
154. Oulchy-la-Ville
155. Oulchy-le-Château
156. Paars
157. Parcy-et-Tigny
158. Pargny-Filain
159. Pargny-la-Dhuys
160. Passy-en-Valois
161. Passy-sur-Marne
162. Pavant
163. Le Plessier-Huleu
164. Pont-Arcy
165. Presles-et-Boves
166. Priez
167. Puiseux-en-Retz
168. Quincy-sous-le-Mont
169. Retheuil
170. Reuilly-Sauvigny
171. Rocourt-Saint-Martin
172. Romeny-sur-Marne
173. Ronchères
174. Rozet-Saint-Albin
175. Rozières-sur-Crise
176. Rozoy-Bellevalle
177. Saint-Eugène
178. Saint-Gengoulph
179. Saint-Mard
180. Saint-Rémy-Blanzy
181. Sancy-les-Cheminots
182. Saponay
183. Saulchery
184. Les Septvallons
185. Serches
186. Sergy
187. Seringes-et-Nesles
188. Sermoise
189. Serval
190. Silly-la-Poterie
191. Sommelans
192. Soucy
193. Soupir
194. Taillefontaine
195. Tannières
196. Terny-Sorny
197. Torcy-en-Valois
198. Trélou-sur-Marne
199. Troësnes
200. Vailly-sur-Aisne
201. Vallées en Champagne
202. Vasseny
203. Vaudesson
204. Vauxtin
205. Vendières
206. Verdilly
207. Veuilly-la-Poterie
208. Vézilly
209. Vichel-Nanteuil
210. Viel-Arcy
211. Viels-Maisons
212. Vierzy
213. Viffort
214. Villemontoire
215. Villeneuve-sur-Fère
216. Villers-Agron-Aiguizy
217. Villers-Cotterêts
218. Villers-Hélon
219. Villers-sur-Fère
220. Ville-Savoye
221. Villiers-Saint-Denis
222. Vivières
223. Vregny
224. Vuillery

## Historique des députations
| Législature | Début de mandat | Fin de mandat   | Député           | Parti politique      | Observations |
| ----------- | --------------- | --------------- | ---------------- | -------------------- | --- |
| IXe         | 23 juin 1988    | 1er avril 1993  | André Rossi      | UDF-RAD              | Maire de Château-Thierry et conseiller général du canton de Charly-sur-Marne |
| Xe          | 2 avril 1993    | 22 août 1994    | André Rossi      | UDF-RAD              | Conseiller général du canton de Charly-sur-Marne Remplacé par son suppléant Renaud Dutreil le 23 août 1994 à la suite de son décès. Mandat écourté à la suite d'une dissolution parlementaire décidée par Jacques Chirac. |
| Xe          | 23 août 1994    | 21 avril 1997   | Renaud Dutreil   | UDF-PR               | Conseiller général du canton de Charly-sur-Marne Remplacé par son suppléant Renaud Dutreil le 23 août 1994 à la suite de son décès. Mandat écourté à la suite d'une dissolution parlementaire décidée par Jacques Chirac. |
| XIe         | 12 juin 1997    | 18 juin 2002    | Renaud Dutreil   | UDF-PR               | Conseiller général du canton de Charly-sur-Marne |
| XIIe        | 19 juin 2002    | 18 juillet 2002 | Renaud Dutreil   | UMP                  | Conseiller général du canton de Charly-sur-Marne Remplacé par son suppléant Daniel Gard le 19 juillet 2002 à la suite de sa nomination au gouvernement                                                                    |
| XIIe        | 19 juillet 2002 | 19 juin 2007    | Daniel Gard      | UMP                  | Conseiller général du canton de Charly-sur-Marne Remplacé par son suppléant Daniel Gard le 19 juillet 2002 à la suite de sa nomination au gouvernement                                                                    |
| XIIIe       | 20 juin 2007    | 19 juin 2012    | Isabelle Vasseur | UMP                  | Maire de Ronchères et conseillère générale du canton de Fère-en-Tardenois |
| XIVe        | 20 juin 2012    | 20 juin 2017    | Jacques Krabal   | PRG - IDG puis Cap21 | Maire de Château-Thierry et conseiller général du canton de Château-Thierry |
| XVe         | 21 juin 2017    | 21 juin 2022    | Jacques Krabal   | LREM                 | Maire de Château-Thierry |
| XVIe        | 22 juin 2022    | 9 juin 2024     | Jocelyn Dessigny | RN                   | Conseiller municipal de Villers-Cotterêts Mandat écourté à la suite d'une dissolution parlementaire décidée par Emmanuel Macron.                                                                                          |
| XVIIe       | 8 juillet 2024  | En cours        | Jocelyn Dessigny | RN                   | Conseiller municipal de Villers-Cotterêts |

## Historique des résultats

### Élections de 1986
Les élections législatives françaises de 1986 ont eu lieu le dimanche 16 mars 1986. Fait unique sous la Ve république, elles se sont déroulées au scrutin proportionnel à un seul tour dans chaque département français. Le résultat dans la 5e circonscription de l'Aisne n'est donc donné qu'à titre indicatif, d'après le découpage des ordonnances de 1986.
| Parti          | Parti            | Tête de liste         | Premier tour | Premier tour |
| Parti          | Parti            | Tête de liste         | Voix         | %            |
| -------------- | ---------------- | --------------------- | ------------ | ------------ |
|                | UDF-RPR          | André Rossi           | 23 163       | 44,53        |
|                | Parti socialiste | Jean-Pierre Balligand | 17 186       | 33,04        |
|                | Parti communiste | Daniel Le Meur        | 6 044        | 11,62        |
|                | Front national   | Hubert Potel          | 4 973        | 9,56         |
|                | MPPT             | Michel Aurigny        | 656          | 1,26         |
|                | DVD              | Daniel Lipka          | 0            | 0            |
|                |                  |                       |              |              |
| Inscrits       | Inscrits         | Inscrits              | 69 214       | 100,00       |
| Abstentions    | Abstentions      | Abstentions           | 14 777       | 21,35        |
| Votants        | Votants          | Votants               | 54 437       | 78,65        |
| Blancs et nuls | Blancs et nuls   | Blancs et nuls        | 2 415        | 4,44         |
| Exprimés       | Exprimés         | Exprimés              | 52 022       | 95,56        |

### Élections législatives de 1988
| Candidat       | Candidat           | Parti           | Premier tour | Premier tour | Second tour | Second tour |  |
| Candidat       | Candidat           | Parti           | Voix         | %            | Voix        | %           |  |
| -------------- | ------------------ | --------------- | ------------ | ------------ | ----------- | ----------- |  |
|                | André Rossi élu    | UDF (Rad) (URC) | 21 282       | 45,08        | 25 521      | 50,04       |  |
|                | Dominique Jourdain | PS              | 16 029       | 33,95        | 25 479      | 49,96       |  |
|                | Marcel Rousseau    | PCF             | 5 750        | 12,18        |             |             |  |
|                | Hubert Potel       | FN              | 4 150        | 8,79         |             |             |  |
|                |                    |                 |              |              |             |             |  |
| Inscrits       | Inscrits           | Inscrits        | 70 213       | 100,00       | 70 209      | 100,00      |  |
| Abstentions    | Abstentions        | Abstentions     | 22 307       | 31,77        | 18 325      | 26,1        |  |
| Votants        | Votants            | Votants         | 47 906       | 68,23        | 51 884      | 73,9        |  |
| Blancs et nuls | Blancs et nuls     | Blancs et nuls  | 695          | 1,45         | 884         | 1,7         |  |
| Exprimés       | Exprimés           | Exprimés        | 47 211       | 98,55        | 51 000      | 98,3        |  |

Raymond Lattaque, maire de Serches, était le suppléant d'André Rossi.

### Élections de 1993
| Candidat       | Candidat                  | Parti          | Premier tour | Premier tour | Second tour | Second tour |  |
| Candidat       | Candidat                  | Parti          | Voix         | %            | Voix        | %           |  |
| -------------- | ------------------------- | -------------- | ------------ | ------------ | ----------- | ----------- |  |
|                | André Rossi sortant réélu | UDF (Rad)      | 21 287       | 43,75        | 29 956      | 63,00       |  |
|                | Dominique Jourdain        | PS (ADFP)      | 7 981        | 16,40        | 17 592      | 37,00       |  |
|                | Colette Fecci-Pinatel     | FN             | 7 356        | 15,12        |             |             |  |
|                | Marcel Rousseau           | PCF            | 4 196        | 8,62         |             |             |  |
|                | Jean-François Gérak       | GÉ (EÉ)        | 2 806        | 5,77         |             |             |  |
|                | Eliane Troubady           | LT-LNÉ         | 2 026        | 4,16         |             |             |  |
|                | Amanda Helleu             | LO             | 1 270        | 2,61         |             |             |  |
|                | Daniel Trocmé             | Extrême gauche | 988          | 2,03         |             |             |  |
|                | Michel Mouilleseaux       | CNIP           | 750          | 1,54         |             |             |  |
|                |                           |                |              |              |             |             |  |
| Inscrits       | Inscrits                  | Inscrits       | 72 903       | 100,00       | 72 894      | 100,00      |  |
| Abstentions    | Abstentions               | Abstentions    | 21 872       | 30           | 21 556      | 29,57       |  |
| Votants        | Votants                   | Votants        | 51 031       | 70           | 51 338      | 70,43       |  |
| Blancs et nuls | Blancs et nuls            | Blancs et nuls | 2 371        | 4,65         | 3 790       | 7,38        |  |
| Exprimés       | Exprimés                  | Exprimés       | 48 660       | 95,35        | 47 548      | 92,62       |  |

Renaud Dutreil, Maître des requêtes au Conseil d'État, UDF, était le suppléant d'André Rossi. Renaud Dutreil remplaça André Rossi, décédé, du 23 août 1994 au 21 avril 1997.

### Élections de 1997
| Candidat       | Candidat                     | Parti          | Premier tour | Premier tour | Second tour | Second tour |  |
| Candidat       | Candidat                     | Parti          | Voix         | %            | Voix        | %           |  |
| -------------- | ---------------------------- | -------------- | ------------ | ------------ | ----------- | ----------- |  |
|                | Renaud Dutreil sortant réélu | UDF (PR)       | 14 978       | 30,04        | 23 610      | 43,71       |  |
|                | Dominique Jourdain           | PS             | 11 720       | 23,51        | 22 518      | 41,69       |  |
|                | Colette Fecci Pinatel        | FN             | 9 871        | 19,80        | 7 890       | 14,61       |  |
|                | Gérard Lalot                 | PCF            | 5 212        | 10,45        |             |             |  |
|                | Christian Cabrol             | RPR            | 3 528        | 7,08         |             |             |  |
|                | Jean-Claude Bouché           | LO             | 2 042        | 4,10         |             |             |  |
|                | Marc-Hervé Rey               | MÉI            | 1 793        | 3,60         |             |             |  |
|                | Sylvain Fourny               | US4J           | 708          | 1,42         |             |             |  |
|                |                              |                |              |              |             |             |  |
| Inscrits       | Inscrits                     | Inscrits       | 72 680       | 100,00       | 72 678      | 100,00      |  |
| Abstentions    | Abstentions                  | Abstentions    | 20 634       | 28,39        | 16 956      | 23,33       |  |
| Votants        | Votants                      | Votants        | 52 046       | 71,61        | 55 722      | 76,67       |  |
| Blancs et nuls | Blancs et nuls               | Blancs et nuls | 2 194        | 4,22         | 1 704       | 3,06        |  |
| Exprimés       | Exprimés                     | Exprimés       | 49 852       | 95,78        | 54 018      | 96,94       |  |

Le suppléant de Renaud Dutreil était Daniel Gard, fonctionnaire en détachement, maire de Chavignon. Daniel Gard remplaça Renaud Dutreil, nommé membre du gouvernement, du 8 au 18 juin 2002.

### Élections de 2002
| Candidat       | Candidat                     | Parti            | Premier tour | Premier tour | Second tour | Second tour |  |
| Candidat       | Candidat                     | Parti            | Voix         | %            | Voix        | %           |  |
| -------------- | ---------------------------- | ---------------- | ------------ | ------------ | ----------- | ----------- |  |
|                | Renaud Dutreil sortant réélu | UMP              | 22 090       | 46,33        | 27 758      | 73,39       |  |
|                | Franck Briffaut              | FN               | 8 572        | 17,98        | 10 065      | 26,61       |  |
|                | Bernadette Bourdat           | diss. PS         | 5 827        | 12,22        |             |             |  |
|                | Marie-Jeanne Potin           | Les Verts (PS)   | 4 670        | 9,80         |             |             |  |
|                | Jean-Luc Allioux             | PCF              | 1 931        | 4,05         |             |             |  |
|                | Jean-Claude Bouché           | LO               | 1 097        | 2,30         |             |             |  |
|                | Marc-Hervé Rey               | MÉI              | 835          | 1,75         |             |             |  |
|                | Serge Chasseuil              | LCR              | 807          | 1,69         |             |             |  |
|                | Nicole Thomassin             | Pôle républicain | 621          | 1,30         |             |             |  |
|                | Romuald Passenhove           | CPNT             | 528          | 1,11         |             |             |  |
|                | Agnès Brézillon              | MNR              | 393          | 0,82         |             |             |  |
|                | Olivia Fraillon              | MPF              | 311          | 0,65         |             |             |  |
|                |                              |                  |              |              |             |             |  |
| Inscrits       | Inscrits                     | Inscrits         | 75 534       | 100,00       | 75 538      | 100,00      |  |
| Abstentions    | Abstentions                  | Abstentions      | 26 873       | 35,58        | 32 800      | 43,42       |  |
| Votants        | Votants                      | Votants          | 48 661       | 64,42        | 42 738      | 56,58       |  |
| Blancs et nuls | Blancs et nuls               | Blancs et nuls   | 979          | 2,01         | 4 915       | 11,5        |  |
| Exprimés       | Exprimés                     | Exprimés         | 47 682       | 97,99        | 37 823      | 88,5        |  |

Le suppléant de Renaud Dutreil était Daniel Gard. Daniel Gard remplaça Renaud Dutreil, nommé membre du gouvernement, du 19 juillet 2002 au 19 juin 2007.

### Élections de 2007
| Candidat       | Candidat               | Parti          | Premier tour | Premier tour | Second tour | Second tour |  |
| Candidat       | Candidat               | Parti          | Voix         | %            | Voix        | %           |  |
| -------------- | ---------------------- | -------------- | ------------ | ------------ | ----------- | ----------- |  |
|                | Isabelle Vasseur élue  | UMP            | 18 088       | 37,84        | 25 167      | 53,96       |  |
|                | Dominique Jourdain     | PS             | 9 920        | 20,75        | 21 471      | 46,04       |  |
|                | Jacques Krabal         | Divers gauche  | 8 446        | 17,67        |             |             |  |
|                | Franck Briffaut        | FN             | 4 023        | 8,42         |             |             |  |
|                | Renaud Belliere        | UDF–MoDem      | 2 156        | 4,51         |             |             |  |
|                | Jean-Luc Allioux       | PCF            | 1 047        | 2,19         |             |             |  |
|                | Brigitte Fourquet      | LCR            | 949          | 1,99         |             |             |  |
|                | Marie-Thérèse Chambaud | Les Verts      | 811          | 1,70         |             |             |  |
|                | Sylvie Geret           | LO             | 780          | 1,63         |             |             |  |
|                | Olivier Papritz        | MPF            | 625          | 1,31         |             |             |  |
|                | Annick Deryckere       | CPNT           | 502          | 1,05         |             |             |  |
|                | Marc-Hervé Rey         | MÉI            | 427          | 0,89         |             |             |  |
|                | Jean-Dominique Basso   | Divers         | 30           | 0,06         |             |             |  |
|                |                        |                |              |              |             |             |  |
| Inscrits       | Inscrits               | Inscrits       | 80 005       | 100,00       | 80 003      | 100,00      |  |
| Abstentions    | Abstentions            | Abstentions    | 31 421       | 39,27        | 31 641      | 39,55       |  |
| Votants        | Votants                | Votants        | 48 584       | 60,73        | 48 362      | 60,45       |  |
| Blancs et nuls | Blancs et nuls         | Blancs et nuls | 780          | 1,61         | 1 724       | 3,56        |  |
| Exprimés       | Exprimés               | Exprimés       | 47 804       | 98,39        | 46 638      | 96,44       |  |

Le suppléant d'Isabelle Vasseur était Fabrice Dufour, de Villers-Cotterêts.

### Élections de 2012
|                | Isabelle Vasseur sortante | UMP            | 14 820 | 31,22  | 17 761 | 36,70  |  |  |  |  |  |
|                | Jacques Krabal élu        | PRG (PS, IDG)  | 14 141 | 29,79  | 20 427 | 42,21  |  |  |  |  |  |
|                | Franck Briffaut           | RBM (FN)       | 10 793 | 22,74  | 10 205 | 21,09  |  |  |  |  |  |
|                | Dominique Jourdain        | EÉLV           | 4 647  | 9,79   |        |        |  |  |  |  |  |
|                | Mireille Ausecache        | FG (PCF)       | 2 115  | 4,46   |        |        |  |  |  |  |  |
|                | Sylvie Géret              | LO             | 489    | 1,03   |        |        |  |  |  |  |  |
|                | Jean-Claude Poiret        | DLR            | 466    | 0,98   |        |        |  |  |  |  |  |
|                |                           |                |        |        |        |        |  |  |  |  |  |
| Inscrits       | Inscrits                  | Inscrits       | 81 017 | 100,00 | 81 007 | 100,00 |  |  |  |  |  |
| Abstentions    | Abstentions               | Abstentions    | 32 914 | 40,63  | 31 795 | 39,25  |  |  |  |  |  |
| Votants        | Votants                   | Votants        | 48 103 | 59,37  | 49 212 | 60,75  |  |  |  |  |  |
| Blancs et nuls | Blancs et nuls            | Blancs et nuls | 632    | 1,31   | 819    | 1,66   |  |  |  |  |  |
| Exprimés       | Exprimés                  | Exprimés       | 47 471 | 98,69  | 48 393 | 98,34  |  |  |  |  |  |

Le suppléant de Jacques Krabal était Jean-Claude Pruski, maire PS de Villers-Cotterêts.

### Élections de 2017
|                                                                          | |                           |                           |                          |                          |
|                                                                          | | Premier tour 11 juin 2017 | Premier tour 11 juin 2017 | Second tour 18 juin 2017 | Second tour 18 juin 2017 |
|                                                                          | |                           |                           |                          |                          |
|                                                                          | | Nombre                    | % des inscrits            | Nombre                   | % des inscrits           |
| Inscrits                                                                 | Inscrits | 82 223                    | 100,00                    | 82 224                   | 100,00                   |
| Abstentions                                                              | Abstentions                                                                                                  | 41 864                    | 50,92                     | 45 241                   | 55,02                    |
| Votants                                                                  | Votants | 40 359                    | 49,08                     | 36 983                   | 44,98                    |
|                                                                          | |                           | % des votants             |                          | % des votants            |
| Bulletins blancs                                                         | Bulletins blancs                                                                                             | 609                       | 1,51                      | 2 253                    | 6,09                     |
| Bulletins nuls                                                           | Bulletins nuls                                                                                               | 251                       | 0,62                      | 817                      | 2,21                     |
| Suffrages exprimés                                                       | Suffrages exprimés                                                                                           | 39 499                    | 97,87                     | 33 913                   | 91,70                    |
|                                                                          | |                           |                           |                          |                          |
| Candidat Étiquette politique (partis et alliances)                       | Candidat Étiquette politique (partis et alliances)                                                           | Voix                      | % des exprimés            | Voix                     | % des exprimés           |
|                                                                          | |                           |                           |                          |                          |
|                                                                          | Jacques Krabal (député sortant) La République en marche (Parti radical de gauche - Parti socialiste - Cap21) | 14 206                    | 35,97                     | 19 609                   | 57,82                    |
|                                                                          | François de Voyer Front national                                                                             | 10 111                    | 25,60                     | 14 304                   | 42,18                    |
|                                                                          | Omar Fenardji La France insoumise                                                                            | 3 939                     | 9,97                      |                          |                          |
|                                                                          | Dominique Moyse Union des démocrates et indépendants (Les Républicains)                                      | 3 351                     | 8,48                      |                          |                          |
|                                                                          | Sébastien Manscourt Divers droite                                                                            | 3 227                     | 8,17                      |                          |                          |
|                                                                          | Dominique Jourdain Europe Écologie Les Verts (Parti communiste français)                                     | 2 426                     | 6,14                      |                          |                          |
|                                                                          | Michelle Sapori Debout la France                                                                             | 764                       | 1,93                      |                          |                          |
|                                                                          | Françoise Vacca Parti animaliste                                                                             | 727                       | 1,84                      |                          |                          |
|                                                                          | Sylvie Géret Lutte ouvrière                                                                                  | 480                       | 1,22                      |                          |                          |
|                                                                          | Annick Leclerc Union populaire républicaine                                                                  | 268                       | 0,68                      |                          |                          |
| Source : Ministère de l'Intérieur - Cinquième circonscription de l'Aisne | |                           |                           |                          |                          |

La suppléante de Jacques Krabal était Jeanne Doyez-Roussel, de Villers-Cotterêts.

### Élections de 2022
| Candidat,                | Candidat,                | Parti et coalition       | Nuance                   | Premier tour | Premier tour | Second tour | Second tour |
| Candidat,                | Candidat,                | Parti et coalition       | Nuance                   | Voix         | %            | Voix        | %           |
| ------------------------ | ------------------------ | ------------------------ | ------------------------ | ------------ | ------------ | ----------- | ----------- |
|                          | Jocelyn Dessigny         | RN                       | RN                       | 13 572       | 35,22        | 20 589      | 62,41       |
|                          | Stéphane Frère           | LFI (NUPES)              | NUP                      | 7 264        | 18,85        | 12 403      | 37,59       |
|                          | Jeanne Doyez-Roussel     | LREM (ENS)               | ENS                      | 6 213        | 16,12        |             |             |
|                          | Sébastien Eugène,        | AC (ÉMP)                 | DVC                      | 6 093        | 15,81        |             |             |
|                          | Jade Gilquin             | LR (UDC)                 | LR                       | 1 873        | 4,86         |             |             |
|                          | Florence Triboulet       | REC                      | REC                      | 1 400        | 3,63         |             |             |
|                          | Françoise Vacca          | PA                       | ECO                      | 892          | 2,31         |             |             |
|                          | Joffrey Bollée,          | LP                       | DSV                      | 714          | 1,85         |             |             |
|                          | Francis Garcia           | LO                       | DXG                      | 515          | 1,34         |             |             |
|                          |                          |                          |                          |              |              |             |             |
| Votes valides            | Votes valides            | Votes valides            | Votes valides            | 38 536       | 98,01        | 32 992      | 86,55       |
| Votes blancs             | Votes blancs             | Votes blancs             | Votes blancs             | 588          | 1,50         | 4 036       | 10,59       |
| Votes nuls               | Votes nuls               | Votes nuls               | Votes nuls               | 193          | 0,49         | 1 090       | 2,86        |
| Total                    | Total                    | Total                    | Total                    | 39 317       | 100          | 38 118      | 100         |
| Abstention               | Abstention               | Abstention               | Abstention               | 43 824       | 52,71        | 45 021      | 54,15       |
| Inscrits / participation | Inscrits / participation | Inscrits / participation | Inscrits / participation | 83 141       | 47,29        | 83 139      | 45,85       |

La suppléante de Jocelyn Dessigny était Géraldine Gaillard.

### Elections de 2024
|                          | Jocelyn Dessigny         | RN                       | RN                       | 27 670 | 53,07 |  |  |
|                          | Jeanne Roussel           | RE (ENS)                 | ENS                      | 10 811 | 20,73 |  |  |
|                          | Karim Belaïd             | PS (NFP)                 | UG                       | 10 272 | 19,70 |  |  |
|                          | Jade Gilquin             | LR                       | LR                       | 2 665  | 5,11  |  |  |
|                          | Yona Merbouche           | LO                       | EXG                      | 721    | 1,38  |  |  |
|                          |                          |                          |                          |        |       |  |  |
| Votes valides            | Votes valides            | Votes valides            | Votes valides            | 52 139 | 96,71 |  |  |
| Votes blancs             | Votes blancs             | Votes blancs             | Votes blancs             | 1 012  | 1,88  |  |  |
| Votes nuls               | Votes nuls               | Votes nuls               | Votes nuls               | 760    | 1,41  |  |  |
| Total                    | Total                    | Total                    | Total                    | 82 511 | 100   |  |  |
| Abstention               | Abstention               | Abstention               | Abstention               | 28 600 | 34,66 |  |  |
| Inscrits / participation | Inscrits / participation | Inscrits / participation | Inscrits / participation | 53 911 | 65,34 |  |  |

La suppléante de Jocelyn Dessigny est Martine Olivier, conseillère communautaire, première adjointe au maire de Fère-en-Tardenois.